# Louis-Antoine Jullien

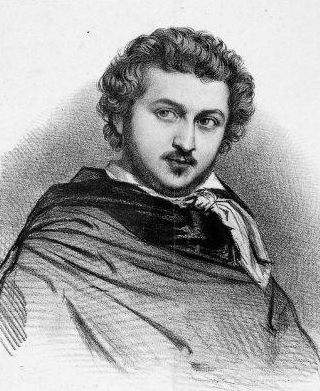
Louis-Antoine Jullien

Louis-Antoine Jullien (* 23. April 1812 in Sisteron; † 14. März 1860 in Neuilly-sur-Seine) war ein französischer Komponist und Dirigent.

## Leben
Jullien diente in der Armee und studierte am Conservatoire de Paris. Anschließend leitete er in Paris die Kapelle des Jardin Turc. Aufgrund hoher Schulden zog er 1840 nach London, wo er ein eigenes Orchester gründete, das speziell bei Promenadenkonzerten auftrat und sich großer Beliebtheit erfreute.
Mit dem Orchester unternahm Jullien auch mehrere Tourneen durch die Niederlande, Schottland und Irland und reiste im Juli 1853 in die USA. In New York engagierte er noch zusätzlich 100 amerikanische Musiker und konzertierte mit diesem Orchester in „every town of importance in the United States“ (jeder bedeutenden Stadt in den Vereinigten Staaten).
In einem Bericht aus New Orleans, wo das Orchester im Februar und März 1854 gastierte, heißt es: „The band is the finest ever heard in New Orleans, and includes some of the most renowned solo players in the world.“ (Die Band ist die beste, die man je in New Orleans gehört hat, und hat einige der renommiertesten Solisten der Welt.).
Im Juni 1854 kehrte Jullien nach Europa zurück.
Er ging dann nach Paris, wo er 1859 wegen Schulden verhaftet und ins Gefängnis gesteckt wurde.
Er starb in einer Irrenanstalt in Neuilly-sur-Seine.